# Helga Feddersen

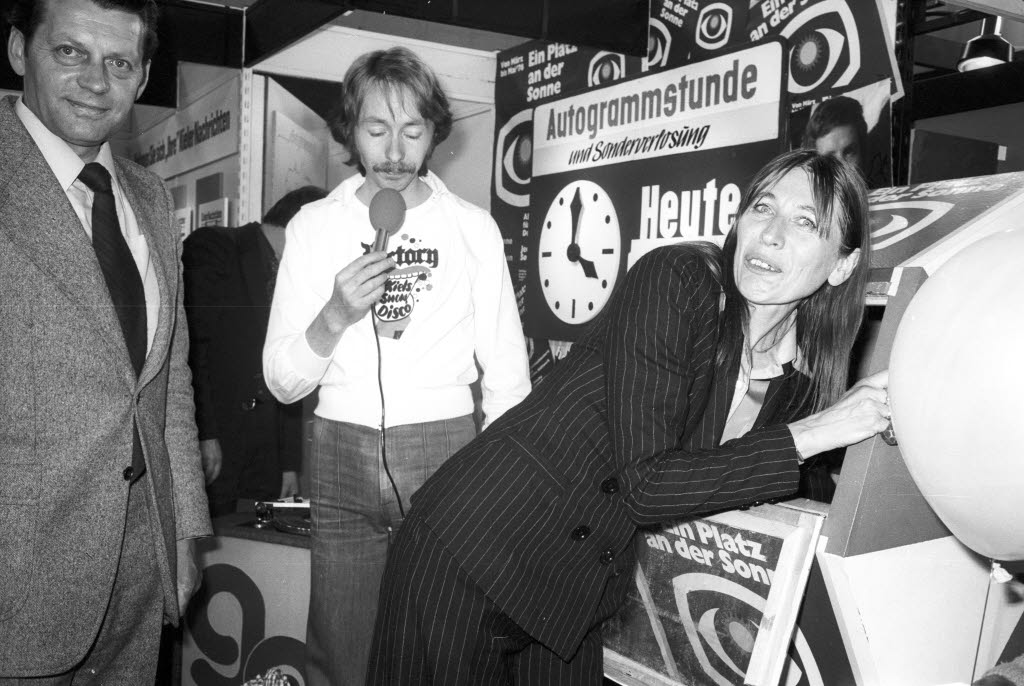
Helga Feddersen 1976 in der Ostseehalle Kiel

Helga Feddersen (* 14. März 1930 in Hamburg; † 24. November 1990 ebenda) war eine deutsche Schauspielerin, Autorin und Sängerin. Die Hamburger Volksschauspielerin spielte oft die Rolle einer naiven, liebenswerten „Ulknudel“, insbesondere ab 1955, als sie infolge einer Operation eine Gesichtslähmung erlitt.

## Karriere
Helga Feddersen wurde als Tochter des Kaufmanns Carl Feddersen und dessen Frau Magdalena, geb. von der Heide, im Hamburger Ebenezer-Krankenhaus geboren. Sie wuchs in Hamburg auf, wo ihr Vater ein Geschäft für Seemannsausrüstungen führte. Nach dem Besuch der Oberschule am Lerchenfeld und der Frauenfachschule in Harburg absolvierte sie von 1948 bis 1950 die Schauspielschule bei Eduard Marks. Ihr Debüt hatte sie 1949 in dem Drama Ostern von August Strindberg bei Helmuth Gmelin am Theater im Zimmer. Im Film war sie 1951 in einer kleinen Nebenrolle in der Filmkomödie Professor Nachtfalter zu sehen, in der Johannes Heesters die männliche Hauptrolle spielte. Es folgten Engagements am Deutschen Schauspielhaus (1966) und in Peter Ahrweilers „Kleiner Komödie“ (1981).
Feddersen wirkte vor allem in Filmen und Serien rund um die Alster mit, so 1963 in dem Kriminalfilm Das Haus an der Stör aus der Reihe Stahlnetz des Norddeutschen Rundfunks (NDR), aber auch international beachtet als Klothilde in dem Film Buddenbrooks und in Lola von Rainer Werner Fassbinder. 1971 spielte sie am Ohnsorg-Theater in dem Stück Der möblierte Herr an der Seite von Hanno Thurau, Heidi Kabel, Werner Riepel und Henry Vahl.
1975 wurde sie durch ihre Rolle als Else Tetzlaff in Wolfgang Menges Fernsehserie Ein Herz und eine Seele mit Heinz Schubert bekannt. Feddersen ersetzte darin Elisabeth Wiedemann, die mit Diether Krebs die Serie verlassen hatte. Allerdings konnte sie nicht an die Erfolge ihrer Vorgängerin anknüpfen.
Ihr erster Mann, der frühere NDR-Dramaturg Götz Kozuszek (1907–1985), mit dem sie seit 1962 verheiratet war, entdeckte Feddersens Talent als Schriftstellerin. So schrieb sie zunächst Drehbücher mit volksnahen hanseatischen Themenbereichen, so unter anderem das Fernsehspiel Vier Stunden von Elbe 1 (1967), die Serien Kümo Henriette (1979–1982), Kapitän Harmsen (1969) und Helga und die Nordlichter (1984), in der sie auch die Hauptrolle verkörperte. 1979 veröffentlichte sie ihr Buch Hallo, hier ist Helga mit Kurzgeschichten aus ihrem Leben, zunächst von einem kleinen Hamburger Verlag nur regional vertrieben.
Von Anfang der 1970er bis Anfang der 1980er Jahre wirkte sie in mehreren humoristischen Fernsehserien mit, so in Ach, du dickes Ei (1975–1977) und in dem skurrilen Abramakabra (1972 mit Uwe Dallmeier). 1975 hatte Feddersen ihr Schallplattendebüt mit einer von Christian Bruhn produzierten, arrangierten und komponierten Langspielplatte, auf der sie Stegreifgeschichten erzählte und eigene Texte sang. Mit Frank Zander moderierte sie von 1976 bis 1980 die mit Gags aufbereitete Musiksendung Plattenküche.

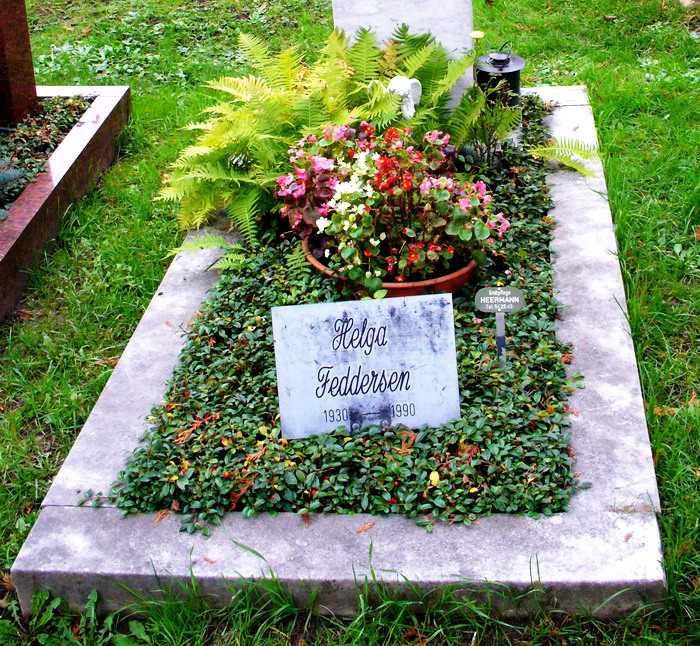
Grab auf dem Steigfriedhof in Stuttgart-Bad Cannstatt

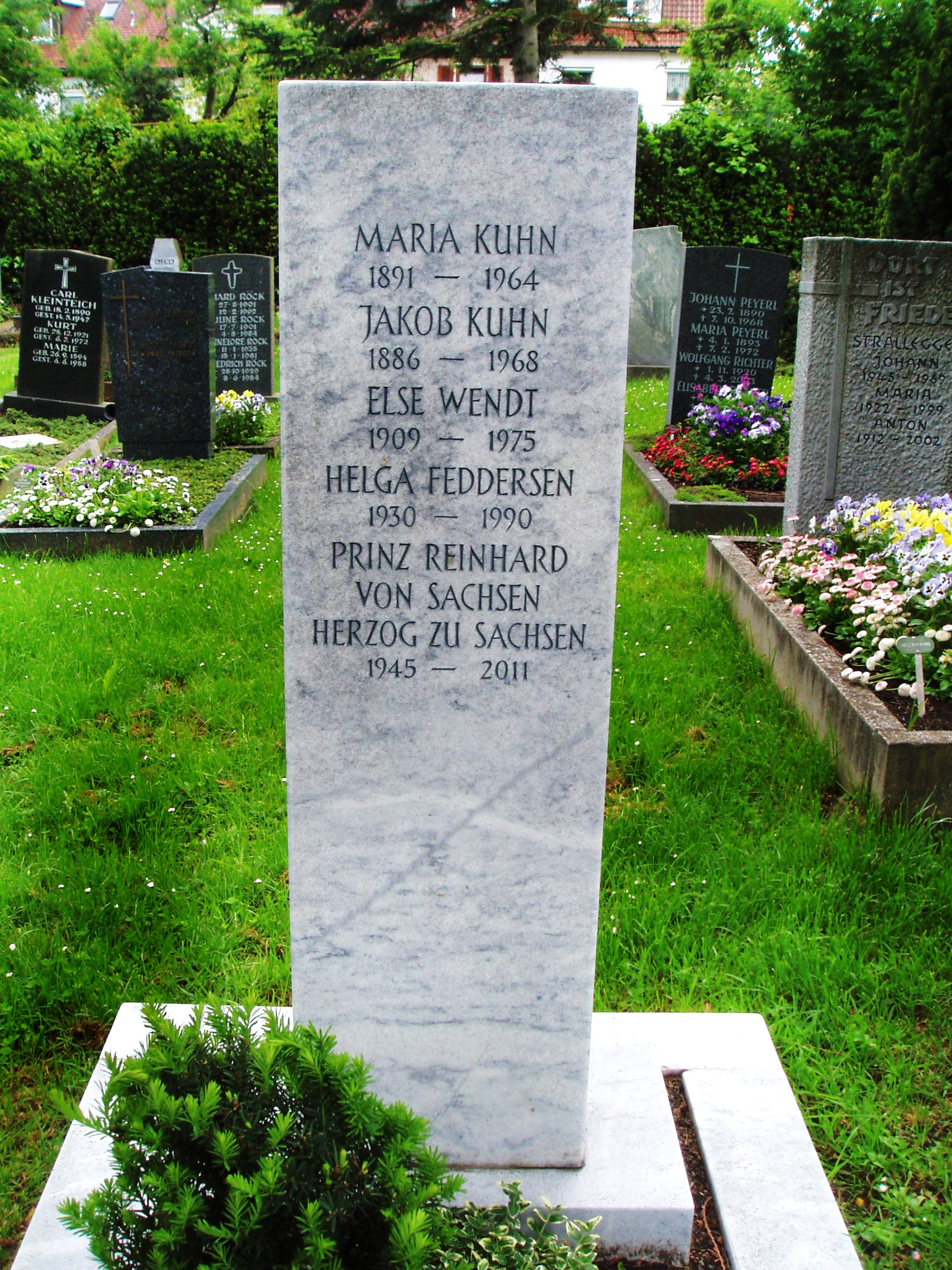
Grabstein in Stuttgart-Bad Cannstatt

Ein häufiger Comedy-Partner war auch Dieter Hallervorden, mit dem sie 1978 die Single Du, die Wanne ist voll – die deutsche Parodie auf You’re the One That I Want aus dem Hit-Musical Grease – aufnahm, die ein Kassenschlager wurde. Sie war auch als Synchronsprecherin tätig, so etwa für den gesellschaftskritischen dänischen Film Ditte – ein Menschenkind (1950) nach dem Roman von Martin Andersen Nexø.
1983 gründete Helga Feddersen in Hamburg mit ihrem Lebensgefährten, dem Schauspieler Olli Maier, das 250 Zuschauer fassende Theater am Holstenwall und verwandelte den alten Ballsaal in eine Spielstätte mit überregionaler Bekanntheit.

## Krankheit, Tod und Bestattung
1955 war bei Feddersen ein bösartiger Tumor an der Ohrspeicheldrüse diagnostiziert worden. Zwar konnte dieser erfolgreich entfernt werden, doch blieb ihr Gesicht optisch und auch motorisch stark in Mitleidenschaft gezogen; sie konnte zeitweise nicht sprechen. Letzteres besserte sich fünf Jahre später. Eine Zeit lang musste sie als Darstellerin pausieren, den Wiedereinstieg schaffte sie als Souffleuse.
In den 1980er-Jahren musste sich Feddersen zwei weiteren Tumor-Operationen unterziehen. Hinzu kam eine Kiefervereiterung, so dass sämtliche Zähne entfernt werden mussten. Die erneuten Schicksalsschläge führten bei Feddersen zu Medikamentenabhängigkeit und sie magerte bis auf 32 Kilo ab.
Im Jahr 1989 ging Feddersens Theater in die Insolvenz; daraufhin zog sie sich vorübergehend auf die Insel Föhr zurück, wo sie im Nieblumer Ortsteil Goting ein Haus besaß. Am 24. November 1990 erlag Helga Feddersen im Alter von 60 Jahren in einem Hamburger Krankenhaus den Folgen eines Leberkrebsleidens, nachdem sie ihren Lebensgefährten Olli Maier noch kurz zuvor geheiratet hatte. Bis zu ihrem Tod wohnte sie in der historischen Deichstraße in Hamburg. Nach Maiers Tod 2011 fand der Journalist Jürgen Worlitz, ein Freund des Ehepaars, einen großen Teil von Feddersens Nachlass in seinem Keller vor, den ihm Maier vor einem Umzug zur Aufbewahrung übergeben hatte.
Feddersens Urne wurde auf dem Steigfriedhof in Stuttgart-Bad Cannstatt, der Heimatstadt ihres Mannes, beigesetzt. (Abteilung Nr. 29, Reihe Nr. 5, Grab Nr. 3)

## Würdigung

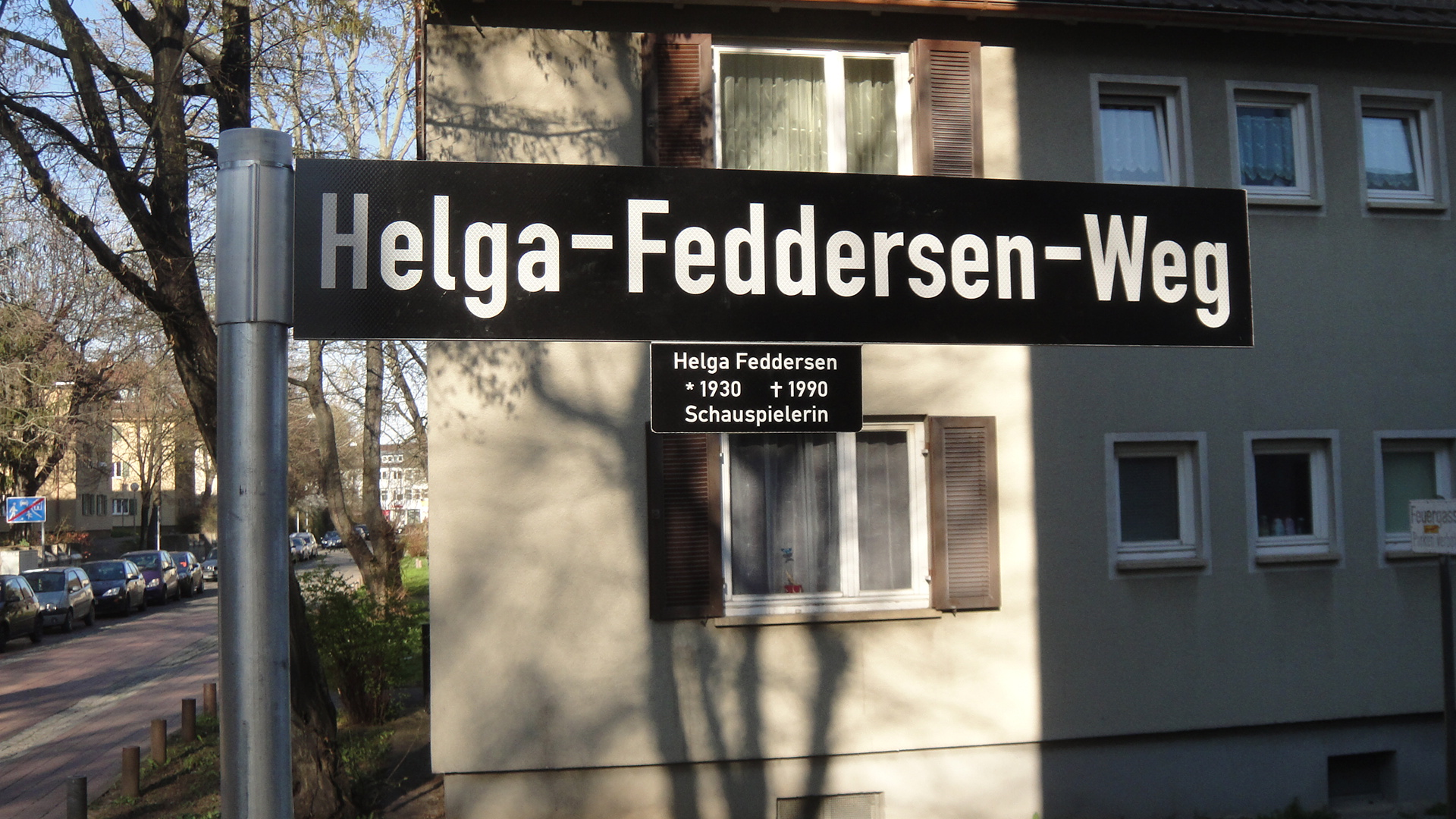
Straßenschild in Stuttgart-Bad Cannstatt

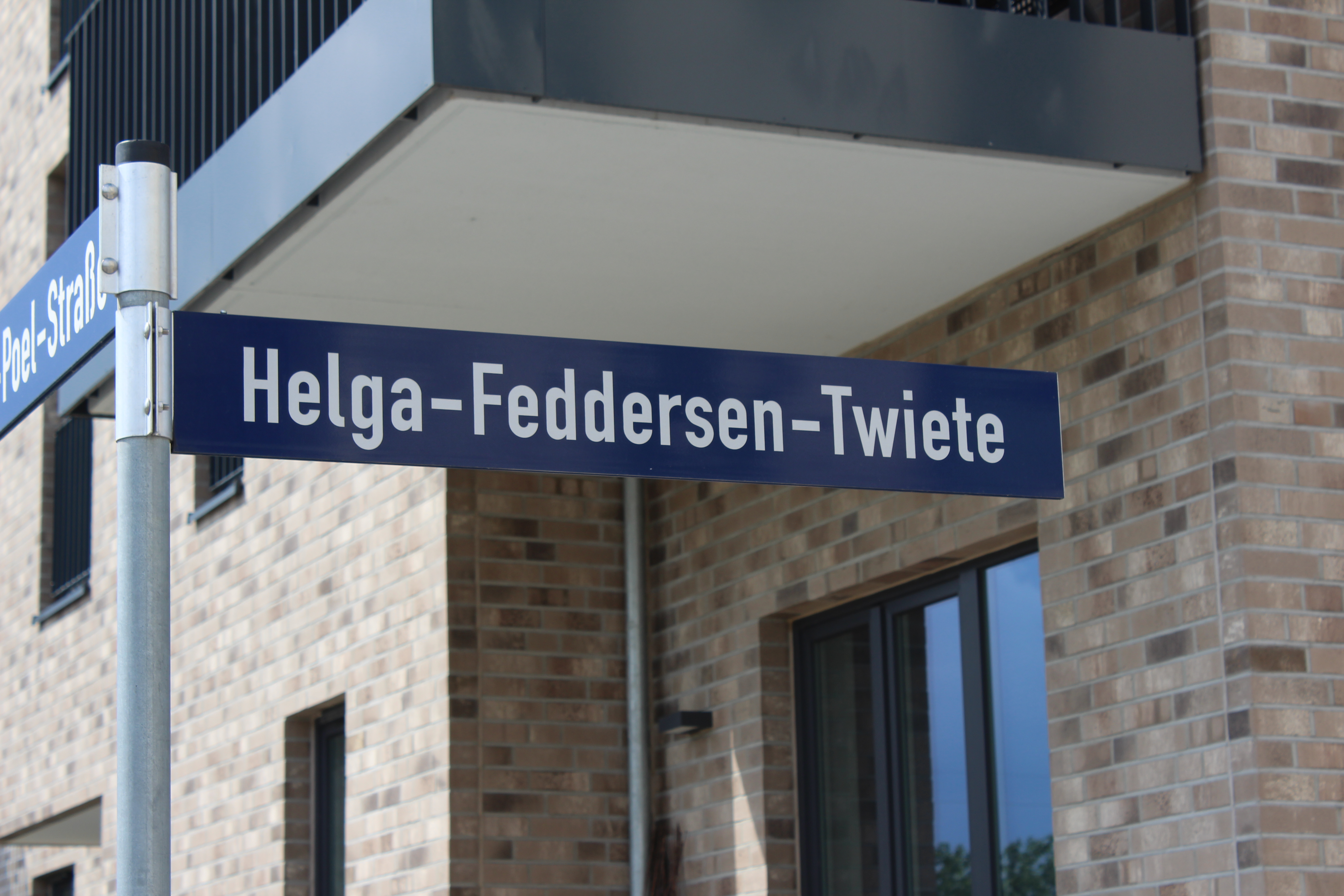
Helga-Feddersen-Twiete in Hamburg-Altona

1980: Goldener Nürnberger Trichter der Nürnberger Trichter Karnevalsgesellschaft e. V. 1909
Die deutsche Band Element of Crime widmete Feddersen 1991 auf ihrem ersten deutschsprachigen Album Damals hinterm Mond das nach ihrem Fernsehfilm Vier Stunden von Elbe 1 benannte Lied Vier Stunden vor Elbe 1.
In Stuttgart-Bad Cannstatt wurde 2014 der Helga-Feddersen-Weg nach ihr benannt.
In Hamburg-Altona wurde im November 2016 die Helga-Feddersen-Twiete nach ihr benannt.
Am 6. Oktober 2020 wurde die rund 90-minütige Dokumentation Helga – Die zwei Gesichter der Feddersen mit teilweise selten gezeigtem Archivmaterial im NDR Fernsehen erstausgestrahlt.

## Filmografie (Auswahl)
- 1951: Professor Nachtfalter
- 1959: Buddenbrooks
- 1961: Der grüne Bogenschütze
- 1962: Annoncentheater – Ein Abendprogramm des deutschen Fernsehens im Jahre 1776[15]
- 1963: Stahlnetz: Das Haus an der Stör
- 1963: Stahlnetz: Strandkorb 421 (Folge 19, Erstausstrahlung am 24. November 1964)
- 1963: Was soll werden, Harry?
- 1965: Mach’s Beste draus (Fernsehspiel)
- 1966: Hafenpolizei (Fernsehserie) – Der Nerz
- 1967: Vier Stunden von Elbe 1 (Drehbuch)
- 1969: Kapitän Harmsen
- 1969: Kim Philby war der dritte Mann (Fernsehfilm)
- 1969: Ein Jahr ohne Sonntag
- 1970: Der Pfarrer von St. Pauli
- 1970: Percy Stuart
- 1971: Der möblierte Herr (Schwank / Theateraufführung, Ohnsorg-Theater, Hamburg)
- 1971: Sparks in Neu-Grönland (Drehbuch)
- 1971: Dreht euch nicht um – der Golem geht rum
- 1971: Im Fahrwasser (Drehbuch)
- 1972–1976: Abramakabra
- 1973: Wer einmal in das Posthorn stößt / Der "letzte" Tango in Hamburg
- 1973: Der Lord von Barmbeck
- 1974: Die Rache der Ostfriesen
- 1974: Bismarck von hinten oder Wir schließen nie (Drehbuch)
- 1975: Tadellöser & Wolff
- 1975: Die sündige Kleinstadt
- 1975: Beschlossen und verkündet (Fernsehserie) – Geisterhände
- 1975–1977: Ach, du dickes Ei
- 1975–1978: Am laufenden Band
- 1976: Ein Herz und eine Seele
- 1976–1980: Plattenküche
- 1977: Morgen ist heute schon gestern (Silvestershow 1977/1978)[16]
- 1978: Onkel Bräsig
- 1979: St. Pauli-Landungsbrücken (Folge „Sabine“)
- 1979–1982: Kümo Henriette
- 1980: Panische Zeiten
- 1981: Tegtmeier klärt auf!
- 1981: Lola
- 1982: Ein dicker Hund
- 1982: Welle Wahnsinn
- 1982–1989: Meister Eder und sein Pumuckl (Pilotfilm und 3 Folgen der Serie)
- 1983: Plem, Plem – Die Schule brennt
- 1983: Sunshine Reggae auf Ibiza
- 1984: Helga und die Nordlichter
- 1984: Turf
- 1985: Die Krimistunde (Fernsehserie, Folge 16, Episode: "Und was bieten Sie?")
- 1991: Großstadtrevier – Der Reporter (TV-Serie)

Daneben weitere Auftritte, wie z. B. in: Geschichten aus der Heimat, Dem Täter auf der Spur, Die Pyramide, Dalli Dalli, Ein Fall für TKKG, Wetten, dass..? u. a.

## Diskografie
Alben
- 1975: Neues Aus Ellerdorf (Hörspiel)
- 1975: Helga Feddersen singt und spricht

Singles
- 1975: Ach mach doch mal die Lampe aus / 5 Minuten lachen ersetzt ein Ei (Theoderich)
- 1977: Goldschatz (mit Mike Krüger)
- 1978: Du, die Wanne ist voll (You’re the One That I Want) / Disco Dussl (mit Dieter Hallervorden)
- 1979: In Bauermanns Bierkeller / Tango-Bertl
- 1979: Auszieh’n / Tüddelband (mit der Old Merry Tale Jazzband)
- 1981: Gib mir bitte einen Kuß (Dance little Bird) / Ich mag so gerne Dicke
- 1982: ’ne Schönheit, Chéri, war ich nie (Halé, Hey Louise) / Hans, lach doch mal mit mir
- 1982: Katzen-Polka (Dance Little Cat) / Schweinetango
- 1983: Ich zähl’ jede Stunde ohne dich / Es klingelt schon wieder (mit Olli Maier)
- 1984: Herr Schulze / Schulzes Breakdance (Instrumental)
- 1989: Die Lambada-Anstalt / Lärmbada (mit Olli Maier)

Weitere Veröffentlichungen
- 1978: An de Eck... (mit Mike Krüger, Album Mein Gott... Mike)
- 1984: Helga Feddersen + Willem: Bist du einsam heut nacht (Are You Lonesome Tonight) aus dem Album Hallo Elvis – Die deutschen Popstars feiern eine Legende, K-tel[18]